# Sven Ahlström
Sven Johan Ahlström, ursprungligen Alström, född 4 juli 1966 i Malmö Sankt Johannes församling, Malmöhus län, är en svensk skådespelare.

## Biografi
Ahlström utbildade sig vid Teaterhögskolan i Malmö. Tillsammans med sin avgångsklass startade han Unga konstnärliga teatern. Efter detta ledde han under fem år Ensembleteatern i Malmö tillsammans med Lars Arrhed.
Han hade titelrollen i Göteborgs stadsteaters Amadeus 2005. 2009 spelade han Elis i August Strindbergs pjäs Påsk på Stockholms stadsteater.
På TV har han bland annat medverkat i julkalendern Mysteriet på Greveholm (1996), Vasasagan (1998), Offer och gärningsmän (1999) och Lasermannen (2005). Han medverkade 2009 i filmen Flickan som lekte med elden. Ahlström spelar även i uppföljaren till Mysteriet på Greveholm, 2012 års julkalender, Mysteriet på Greveholm – Grevens återkomst. Sven Ahlström har även en roll i Bron som sändes 2013 i SVT.

## Familj
Han är son till Mimmo Wåhlander och Sven Ahlström samt tvillingbror till Per Ahlström.
Han har två söner med skådespelaren Sofi Helleday och en dotter tillsammans med hustrun Lina Englund.

## Filmografi
- 1991 – Ronnys röda Porsche (kortfilm)
- 1995 – Priset (kortfilm)
- 1996 – Mysteriet på Greveholm (TV-serie) (julkalender)
- 1998 – Dolly & Dolly (TV-serie)
- 1998 – Vasasagan (TV-serie)
- 1999 – Offer och gärningsmän (TV-serie)
- 2000 – Sjätte dagen (TV-serie)
- 2001 – Kommissarie Winter (TV-serie)
- 2003 – Kontorstid
- 2003 – Mamma pappa barn
- 2004 – Graven (TV-serie)
- 2005 – Lasermannen (TV-serie)
- 2006 – Kronprinsessan (TV-serie)
- 2006 – AK3 (TV-serie)
- 2007 – Upp till kamp (TV-serie)
- 2007 – Nina Frisk
- 2008 – Kungamordet (TV-serie)
- 2008 – Livet i Fagervik (TV-serie)
- 2009 – Oskyldigt dömd (TV-serie)
- 2009 – Flickan som lekte med elden
- 2010 – Drottningoffret (TV-serie)
- 2010 – Wallander – Vålnaden
- 2010 – Sound of Noise
- 2010 – Ond tro
- 2010 – Drottningoffret (TV-serie)
- 2011 – Glasdjävulen - Irene Huss
- 2012 – Mysteriet på Greveholm - Grevens Återkomst (TV-serie) (julkalender)
- 2012 – Hamilton – Men inte om det gäller din dotter
- 2012 – Arne Dahl: Upp till toppen av berget
- 2012 – Call Girl
- 2013 – Allt faller (TV-serie)
- 2013 – Wallander – Den orolige mannen
- 2013 – Wallander – Försvunnen
- 2013 – Wallander – Saknaden
- 2013 – Wallander – Mordbrännaren
- 2013 – Wallander – Sorgfågeln
- 2013 – Bron (TV-serie)
- 2014 – Stockholm Stories
- 2014 – Den fjärde mannen (TV-serie)
- 2015 – Efterskalv
- 2018 – Advokaten (TV-serie)
- 2018 – Vår tid är nu (TV-serie)
- 2020 – Se upp för Jönssonligan
- 2021 – Alla utom vi (TV-serie)
- 2021 – Helt perfekt (TV-serie)
- 2021 – En kunglig affär (TV-serie)
- 2023 – Hammarskjöld
- 2025 – Stenbeck (TV-serie)

## Teater

### Roller (ej komplett)
| År   | Roll                    | Produktion                                                                         | Regi                    | Teater                                      |
| ---- | ----------------------- | ---------------------------------------------------------------------------------- | ----------------------- | ------------------------------------------- |
| 1995 | Hamlet                  | Hamlet William Shakespeare                                                         | Staffan Valdemar Holm   | Malmö Dramatiska Teater                     |
| 2001 |                         | Brand Henrik Ibsen                                                                 | Ole Anders Tandberg     | Göteborgs stadsteater                       |
| 2001 |                         | Tro, hopp och kärlek (Glaube, Liebe, Hoffnung) Ödön von Horváth                    | Olof Lindqvist          | Göteborgs stadsteater                       |
| 2004 | Christopher Mahon       | Hjälten (The Playboy of the Western World) John Millington Synge                   | Thommy Berggren         | Stockholms stadsteater                      |
| 2005 | Wolfgang Amadeus Mozart | Amadeus Peter Shaffer                                                              | Staffan Aspegren        | Stockholms stadsteater                      |
| 2005 | Jimmy, tjuv             | Tolvskillingsoperan (Die Dreigroschenoper) Bertolt Brecht och Kurt Weill           | Lars Rudolfsson         | Stockholms stadsteater                      |
| 2006 | Felix                   | Jösses flickor – Återkomsten Margareta Garpe, Suzanne Osten och Malin Axelsson     | Maria Löfgren           | Stockholms stadsteater                      |
| 2007 | Figaro                  | Figaros bröllop (La Folle Journée, ou Le Mariage de Figaro) Pierre de Beaumarchais | Philip Zandén           | Stockholms stadsteater                      |
| 2010 | Mimaroben               | Aniara Harry Martinson                                                             | Lars Rudolfsson         | Stockholms stadsteater                      |
| 2014 | Nigel m. fl.            | Det kan du drömma om, Hilda (Ten daydreams for Hilda McCarthy) Chris Lee           | Sissela Kyle            | Kulturhuset Stadsteatern                    |
| 2015 | Medverkande             | Min kamp Karl Ove Knausgård                                                        | Ole Anders Tandberg     | Kulturhuset Stadsteatern                    |
| 2016 | Medverkande             | Min kamp Karl Ove Knausgård                                                        | Ole Anders Tandberg     | Kulturhuset Stadsteatern                    |
| 2017 | Trigorin                | Dumma jävla mås (Stupid Fucking Bird) Aaron Posner                                 | Frida Röhl              | Kulturhuset Stadsteatern                    |
| 2017 | Peter Söst              | Lite lugn före stormen (Ein bisschen Ruhe vor dem Sturm) Theresia Walser           | Dennis Sandin           | Kulturhuset Stadsteatern                    |
| 2018 |                         | Ilya Lars Rudolfsson                                                               | Lars Rudolfsson         | Kulturhuset Stadsteatern                    |
| 2018 | Toker, 434 år           | Snövit – för vuxna Staffan Valdemar Holm                                           | Staffan Valdemar Holm   | Kulturhuset Stadsteatern                    |
| 2019 | Mick / Martti           | Män kan inte våldtas Märta Tikkanen                                                | Lo Kauppi               | Kulturhuset Stadsteatern/ Södra Teatern     |
| 2019 | Fernando Cerullo        | Min fantastiska väninna (L'Amica geniale) Elena Ferrante                           | Maria Sid               | Kulturhuset Stadsteatern/ Årsta Folkets hus |
| 2019 |                         | Tolvskillingsoperan (Die Dreigroschenoper) Bertolt Brecht och Kurt Weill           | Mellika Melouani Melani | Kulturhuset Stadsteatern/ Folkoperan        |
| 2020 | Medverkande             | Det stora teaterkalaset Calle Norlén                                               | Sissela Kyle            | Kulturhuset Stadsteatern                    |
| 2021 | Erik                    | Tiden är vårt hem Lars Norén                                                       | Eirik Stubø             | Kulturhuset Stadsteatern                    |
| 2022 | Medverkande             | Månen och de andra planeterna Staffan Valdemar Holm                                | Staffan Valdemar Holm   | Kulturhuset Stadsteatern                    |
| 2022 | Max                     | Adressat okänd (Address Unknown) Kathrine Kressmann Taylor                         | Natalie Ringler         | Kulturhuset Stadsteatern                    |
| 2024 |                         | Jussi Björn Runge                                                                  | Björn Runge             | Kulturhuset Stadsteatern                    |
| 2024 | Jakob Berg              | Härlig är jorden Viktor Tjerneld                                                   | Viktor Tjerneld         | Kulturhuset Stadsteatern                    |
| 2025 | Versjinin               | Ural Anton Tjechov                                                                 | Staffan Valdemar Holm   | Kulturhuset Stadsteatern                    |

## Priser och utmärkelser
- 2007 – Svenska Dagbladets Thaliapris

### Fotnoter
1. 1 2  ”Sven Ahlström”. http://sfi.se/sv/svensk-filmdatabas/Item/?type=PERSON&itemid=253698&ref=%2ftemplates%2fSwedishFilmSearchResult.aspx%3fid%3d1225%26epslanguage%3dsv%26searchword%3dsven+ahlstr%C3%B6m%26type%3dPerson%26match%3dBegin%26page%3d1%26prom%3dFalse. Läst 4 augusti 2012.
2. 1 2  ”Sven Ahlström”. Stockholms Stadsteater. http://www.stadsteatern.stockholm.se/medverkande/medverkande.asp?id=00004820. Läst 4 augusti 2012.
3. ↑  Sveriges befolkning 1970, (CD-ROM version 1.04) Sveriges Släktforskarförbund 2003
4. ↑  ”Instagram-inlägg från Allt från Kändisvärlden🌸 • Sep 3, 2014 kl. 1:36 UTC”. Instagram. https://instagram.com/p/sfDm1Xwmoa/. Läst 3 april 2017.
5. ↑  ”Lina Englund på Galeasen”. Dagens Nyheter. Arkiverad från originalet den 21 juni 2014. https://web.archive.org/web/20140621183516/http://www.dn.se/pa-stan/scen/lina-englund-pa-galeasen/. Läst 2014-0130.
6. ↑  Maria Lindh-Garreau (21 oktober 2001). ”Teater: Dödsdans i svensk misär”. Dagens Nyheter. https://www.dn.se/arkiv/kultur/teater-dodsdans-i-svensk-misar/. Läst 6 december 2021.